# Галерија фресака
Галерија фресака у Београду је музејска установа која се бави прикупљањем, чувањем, проучавањем и излагањем копија фресака и одливака камене пластике из српских средњовековних цркава и манастира. Део је Народног музеја Србије. Галерија је основана са циљем да се на једном месту прикаже највредније српско средњовековно зидно сликарство и пластика, учине доступним широј јавности и заштите од пропадања оригинална дела.
Смештена је у згради у Улици цара Уроша бр. 20 у Београду.

## Историјат
Идеја о стварању збирке копија средњовековних фресака јавила се још пре Другог светског рата, али је Галерија фресака основана тек 1952. године, а за јавност је отворена 1. фебруара 1953. године. Њено оснивање било је подстакнуто потребом да се сачувају и презентују верне копије фресака из српских средњовековних манастира, од којих су многи били тешко доступни или су током ратова претрпели оштећења. Копирање фресака и израда одливака камене пластике вршени су током више деценија од стране стручних тимова сликара-кописта и вајара.
Од 1973. године, Галерија фресака послује у оквиру Народног музеја у Београду (данас Народни музеј Србије) као засебно одељење.

## Збирке
Збирке Галерије фресака обухватају преко 1300 копија фресака и око 300 одливака камене скулптуре, који представљају најзначајнија остварења српске средњовековне уметности од XI до средине XV века.

### Копије фресака
Збирка копија фресака пружа свеобухватан преглед развоја зидног сликарства у средњовековној Србији. Копије су рађене у оригиналној величини и техници која верно преноси изглед и дух оригинала. Представљене су фреске из најзначајнијих српских манастира:
- Студенице (укључујући и чувено Распеће)
- Жиче
- Милешеве (са фреском Бели анђео)
- Сопоћана (са монументалним композицијама попут Успења Богородице)
- Грачанице
- Пећке патријаршије
- Високих Дечана
- Раванице
- Манасије (Ресаве)
- Каленића
- И многих других цркава и манастира.[3]

Изложене копије омогућавају сагледавање стилских промена, иконографских решења и уметничког домета српских средњовековних сликара и њихових радионица.

### Одливци камене пластике
Збирка одливака камене скулптуре обухвата копије најзначајнијих остварења средњовековне камене пластике која је украшавала портале, прозоре, капителе и друге архитектонске елементе српских манастира. Ови одливци верно приказују богатство мотива (флорални, зооморфни, геометријски, фигурални) и вештину средњовековних клесара.

### Техника израде копија
Копије фресака рађене су техником која подразумева скидање отиска са оригинала на платно или папир, а затим преношење цртежа и сликање на посебно припремљену подлогу која имитира зид. Сликари-кописти су користили пигменте и везива слична онима који су коришћени у средњем веку. Одливци камене пластике рађени су у гипсу.

## Активности
Галерија фресака има разноврсне активности:
- Стална поставка: Представља хронолошки и тематски избор најзначајнијих копија фресака и одливака, пружајући увид у развој српске средњовековне уметности.
- Повремене тематске изложбе: Организују се изложбе које детаљније обрађују одређене теме, манастире, иконографске мотиве или уметничке радионице.
- Образовни програми: Галерија организује предавања, радионице, стручна вођења и друге програме намењене ученицима, студентима и најширој публици, са циљем популаризације средњовековне уметности.[1]
- Издавачка делатност: Објављује каталоге изложби, монографије и друге публикације везане за средњовековну уметност.
- Чување и конзервација збирки.

## Значај
Галерија фресака има изузетан значај за:
- Очување културног наслеђа: Стварањем верних копија, трајно се чува лик оригиналних фресака и скулптура, од којих су неке током времена оштећене или уништене.
- Презентација и популаризација: Омогућава да се на једном месту сагледа богатство и разноврсност српске средњовековне уметности, чинећи је доступном широј домаћој и страној публици.
- Образовање и наука: Представља важан ресурс за проучавање средњовековне уметности за ученике, студенте, истраживаче и стручњаке.
- Смањење оптерећења на оригиналне споменике: Постојање квалитетних копија смањује потребу за директним излагањем осетљивих оригинала у манастирима.